# Seekogel (Ötztaler Alpen)
De Seekogel is een 3357 meter hoge bergtop in de Kaunergrat in de Ötztaler Alpen in het Oostenrijkse Tirol.
De berg ligt ingeklemd tussen de Seekarlesferner in het noordwesten en de Nördliche en de Mittlere Löcherferner in het zuidwesten. De Seekogel ligt aan de westelijke zijde van de Rifflsee. De spitse berg heeft steile wanden aan noord- en zuidzijde en ligt in een lange graat die tussen de Watzespitze en de Rostizkogel naar het oosten afbuigt.
De top van de Seekogel is vanaf de Rifflseehütte op 2289 meter hoogte in ongeveer vierenhalf uur te bereiken. De Seekogel is qua klimtechniek de moeilijkst te bereiken bergtop in de Kaunergrat. Vanuit Mandarfen (gemeente Sankt Leonhard) is het eerste deel van de beklimming tot de Rifflsee op 2232 meter hoogte met behulp van de Rifflseebahn af te leggen. De gebruikelijke klim, die ook door de eerste beklimmers van de top werd gebruikt, loopt over de zuidelijk van de top gelegen Schneidige Wandl (2893 meter), de zuidwand en de oostelijke graat (UIAA-moeilijkheidsgraad III).